# باربرا لانغ (ممثلة)
باربرا لانغ (بالإنجليزية: Barbara Lang)‏ هي ممثلة أمريكية، ولدت في 8 أبريل 1937 في شيكاغو في الولايات المتحدة.

## وصلات خارجية
- باربرا لانغ (ممثلة) على موقع IMDb (الإنجليزية)
- باربرا لانغ (ممثلة) على موقع قاعدة بيانات برودواي على الإنترنت (الإنجليزية)
- باربرا لانغ (ممثلة) على موقع قاعدة بيانات الفيلم (الإنجليزية)